# Mesillot
Mesillot (hebreiska: מסלות) är en ort i Israel.   Den ligger i distriktet Norra distriktet, i den nordöstra delen av landet. Antalet invånare är 360.
Terrängen runt Mesillot är kuperad västerut, men österut är den platt. Terrängen runt Mesillot sluttar österut. Runt Mesillot är det ganska tätbefolkat, med 155 invånare per kvadratkilometer. Närmaste större samhälle är Bet She'an, 2,1 km öster om Mesillot. Trakten runt Mesillot består till största delen av jordbruksmark.